# Оливера Викторовић
Оливера Викторовић Ђурашковић (Београд, 15. децембар 1963) српска је филмска, телевизијска и позоришна глумица.

## Биографија
Оливера је глуму дипломирала на Академији уметности у Новом Саду. Остварила је велики број улога на сценама Београдског драмског позоришта, Народног позоришта, Југословенског драмског позоришта, Српског народног позоришта у Новом Саду, Позоришта Бошко Буха и Малог позоришта „Душко Радовић”.
Године 2003. је изабрана за доцента на Академији уметности, а од 2008. године је ванредни професор. Бавила се педагошким радом са децом и омладином у већем броју школских установа и центара за културу. Идејни је творац Фестивала за децу Позориште Звездариште.
Њен отац, Михајло Викторовић, такође је био глумац.

## Филмографија
| Год.       | Назив                              | Улога                          |
| ---------- | ---------------------------------- | ------------------------------ |
| 1980.-те   |                                    |                                |
| 1980.      | Тесна кожа                         | ученица                        |
| 1988.      | Случај Хармс                       | жена у кафани                  |
| 1988.      | Дечји бич                          |                                |
| 1988.      | Балкан експрес 2                   |                                |
| 1989.      | Време чуда (ТВ серија)             | Станија                        |
| 1989.      | Време чуда                         | Станија                        |
| 1989.      | Балкан експрес 2 (ТВ серија)       |                                |
| 1990.-те   |                                    |                                |
| 1990.      | Агенција Киком (ТВ серија)         | Снежана                        |
| 1990.      | Секс - партијски непријатељ бр. 1  | Људмила                        |
| 1990.      | Плаурум                            | Либрариан                      |
| 1991.      | Искушавање ђавола                  | Стојанка                       |
| 1991.      | Ноћ у кући моје мајке              | Румунка                        |
| 1990−1991. | Бољи живот                         | Каролина                       |
| 1991.      | Мој брат Алекса                    |                                |
| 1991.      | Тесна кожа 4                       | продавачица Тања               |
| 1992.      | Жикина женидба                     | Стриптизета Виолета            |
| 1992.      | Танго аргентино                    | медицинска сестра              |
| 1992.      | Алекса Шантић (ТВ серија)          | Проститутка                    |
| 1993.      | Рај (ТВ)                           | Конобарица у кафани            |
| 1993.      | Електра                            |                                |
| 1993.      | Полицајац са Петловог брда         |                                |
| 1993.      | Три карте за Холивуд               | келнерица                      |
| 1994.      | Голи живот                         | Јања (Јока Пандуруша)          |
| 1994.      | Слатко од снова                    | Баксова друга жена             |
| 1994.      | Дневник увреда 1993                | фризерка                       |
| 1995.      | Провалник                          | жена                           |
| 1995.      | Театар у Срба                      | Жанка Стокић                   |
| 1995.      | Трећа срећа                        | проститутка                    |
| 1996.      | Лепа села лепо горе                | Назимова жена                  |
| 1996.      | Срећни људи                        | службеница у суду              |
| 1996−1997. | Горе доле                          | Старија кућна помоћница Тереза |
| 1998.      | Не мирише више цвеће               | жена                           |
| 1998.      | Ране                               | апотекарка                     |
| 1998.      | Купи ми Елиота                     | комшиница                      |
| 1998.      | Буре барута                        | конобарица у кафани            |
| 1999.      | Нож                                |                                |
| 1998−1999. | Породично благо                    | Љиља                           |
| 2000.-те   |                                    |                                |
| 2000.      | Механизам                          | љубавница                      |
| 2002.      | Лавиринт                           | Конобарица                     |
| 2002.      | Лавиринт ТВ серија                 | Конобарица                     |
| 2004.      | Јелена (ТВ серија)                 | Соња                           |
| 2004.      | Стижу долари                       | сервирка у општини             |
| 2006.      | Љубав, навика, паника              | теткица                        |
| 2006.      | А3 – Рокенрол узвраћа ударац       | сестра у старачком дому        |
| 2008.      | Наша мала клиника (Србија)         | теткица                        |
| 2008.      | Почетак лета                       | Миланка                        |
| 2008.      | Добош                              |                                |
| 2009.      | Неки чудни људи (ТВ серија)        | Госпођа Вукосава Матић         |
| 2009.      | Оно као љубав                      | мајка                          |
| 2010.-те   |                                    |                                |
| 2010.      | Мотел Нана                         | шанкерица                      |
| 2011       | Преградни зид                      |                                |
| 2011.      | Кориолан                           | Цитизен                        |
| 2012.      | Улога моје породице у рату светова | Лела                           |
| 2012−2020. | Војна академија (ТВ серија)        | Рада Џаковић                   |
| 2013.      | Војна академија 2                  | Рада Џаковић                   |
| 2014.      | Фолк (ТВ серија)                   |                                |
| 2016−2017. | Сумњива лица                       | Рада                           |
| 2017.      | Синђелићи                          | Рајкова мајка                  |
| 2017.      | Немањићи — рађање краљевине        | Угљарева супруга               |
| 2018.      | Патуљци са насловних страна        | Певачица                       |
| 2018.      | Шифра Деспот                       | Нада                           |
| 2019.      | Жмурке (ТВ серија)                 | Баба Вештица                   |
| 2020.-те   |                                    |                                |
| 2021.      | Камионџије д. о. о.                | Радојче                        |
| 2021.      | Једини излаз (ТВ серија)           | председник адвокатске коморе   |
| 2021.      | Дрим тим (ТВ серија)               | Радмила                        |
| 2021.      | Породица (мини-серија)             | Борка Вучић                    |
| 2021.      | Кљун (ТВ серија)                   | Сашка                          |
| 2021.      | Певачица (ТВ серија)               | Роса                           |
| 2023.      | Чекај ме и вратићу се              | Цеца                           |